# Cossami
A cossami japán popegyüttes, melyet 2006-ban alapítottak Tokióban.

## Az együttes története
Az együttest 2006 nyarán alapította Taga Minami (ének, billentyűs hangszerek) és Kosza Hiroko (ének, gitár) középiskolás osztálytársak, hogy benevezzenek a Tokió külvárosában fekvő iskolájuk kulturális fesztiváljára. Az együttes a nevét, a cossamit annak tagjainak művészneveinek (minami és hiroco) összevonásából kapta. Kosza alsó-középiskolában a junie, míg Taga felső-középiskolában a Cutie divatmagazin olvasói modellje volt. Kosza a Súkan Aszahi címlapján is szerepelt.
Bemutatkozó kislemezük 2009. február 25-én jelent meg After the Rain címmel a BMG Japan kiadó jóvoltából. A lemez címadó dala a Kemono no szódzsa Erin animesorozat zárófőcím dala, míg a B oldalas számok a betétdalai voltak. A kislemez megjelenése után kiadót váltottak, a Kitty Records vitte tovább a zenekart. Az első kiadványuk az új kiadónál 2009. augusztus 5-én jelent meg a Your Side című középlemez képében, de a Kitty az After the Raint is újra kiadta ezen a napon. A középlemezen szereplő Sunday című szám a nagojai Arc-en-ciel házasságkötő terem televíziós reklámjának dala lett.
Második kislemezük Ringo (りんご, ’Alma’) címmel jelent meg 2010. április 21-én a VAP kiadásában. 2011. február 23-án megjelent második középlemezük Kekkon sijo (結婚しよ♪, ’Házasság’) címmel, melynek névadó dala szintén az Arc-en-ciel házasságkötő terem televíziós reklámjának dala lett. 2011 augusztusában két új taggal bővült az együttes, név szerint haruca énekessel és yoshie billentyűssel. 2011. október 5-én, még duóként jelentették meg Jaszasisza ni cucumareta nara (Macutója Jumi-feldolgozás) című digitális kislemezüket, mely az Ajinomoto Pal Sweet cukormentes édesítőszerének televíziós reklámjának betétdala volt.
Haruca 2012 augusztusában kilépett az együttesből, hogy szólózenészi pályafutására összpontosíthasson. 2013 márciusában elkészítették a Aikava Só no otona Club 2 című dorama zárófőcím dalát. 2013 júniusában, majd 2014 májusában felénekelték az Ushijima gépjárműkölcsönző cég egy-egy  televíziós reklámjának betétdalát. 2013. július 3-án Tricolour Mermaid címmel megjelent első nagylemezük, melynek Menuet című dalát a hónap végén Rerulili átdolgozásában is megjelentették. 2014. május 7-én kiadták az A to Z Song című digitális kislemezüket, amely az Amity English School nyelviskola televíziós reklámjának betétdala lett.

## Diszkográfia

### Kislemezek
- After the Rain (2009. február 25., BVCH-19001)
- Ringo (りんご?, ’Alma’) (2010. április 21., VPCC-82291)

#### Digitális kislemezek
- Jaszasisza ni cucumareta nara (やさしさに包まれたなら?) (Macutója Jumi-feldolgozás) (2011. október 5.)
- Menuet (2013. július 31.)
- A to Z Song (2014. május 7.)

### Középlemezek
- Your Side (2009. augusztus 5., XQFS-1003)
- Kekkon sijo (結婚しよ♪?, ’Házasság’) (2011. február 23., XQFS-1005)

### Stúdióalbumok
- Tricolour Mermaid (2013. július 3., POCS-1091)